# Bâtiments du Parc de Cathays
Cet article traite des édifices du Gouvernement gallois, parfois qualifiés, par métonymie, de « Parc de Cathays ». Pour le quartier de Cardiff, voir Parc de Cathays.
Pour les articles homonymes, voir Cathays (homonymie).
Les bâtiments du Parc de Cathays (« Cathays Park Buildings » en anglais et « adeiladau Parc Cathays » en gallois), également connus comme « les bâtiments de la Couronne » (« Crown Buildings » en anglais et « adeiladau y Goron » en gallois), sont deux édifices du Gouvernement gallois situés à Cardiff, dans le quartier de Castle, au pays de Galles (Royaume-Uni).
Érigé en 1938 pour le Welsh Board of Health, le premier bâtiment du complexe gouvernemental, désigné sous le nom de « Cathays Park 1 » (CP1), fait l’objet d’un classement en seconde catégorie au titre des listed buildings depuis 1975. À partir de 1965, il est le siège du Bureau gallois, un département du Gouvernement britannique consacré au pays de Galles. Construit sous l’impulsion de ce dernier entre 1972 et 1979, le second bâtiment, « Cathays Park 2 » (CP2), est relié au premier par le biais de deux passerelles.

## Description
Le complexe gouvernemental se constitue de deux bâtiments : Cathays Park 1 (ou Parc Cathays 1 en gallois) et Cathays Park 2 (ou Parc Cathays 2 en gallois),.

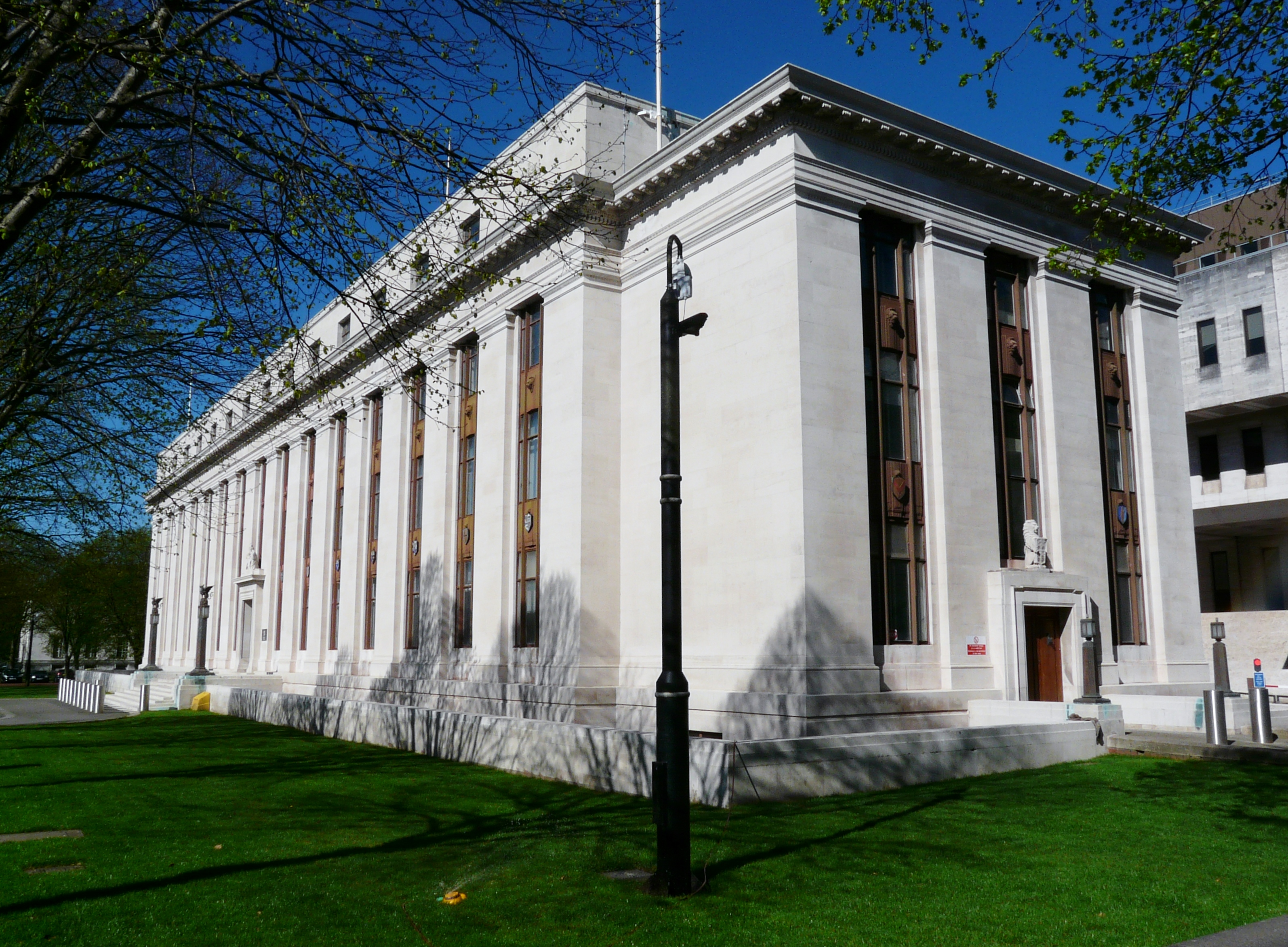
Cathays Park 1.
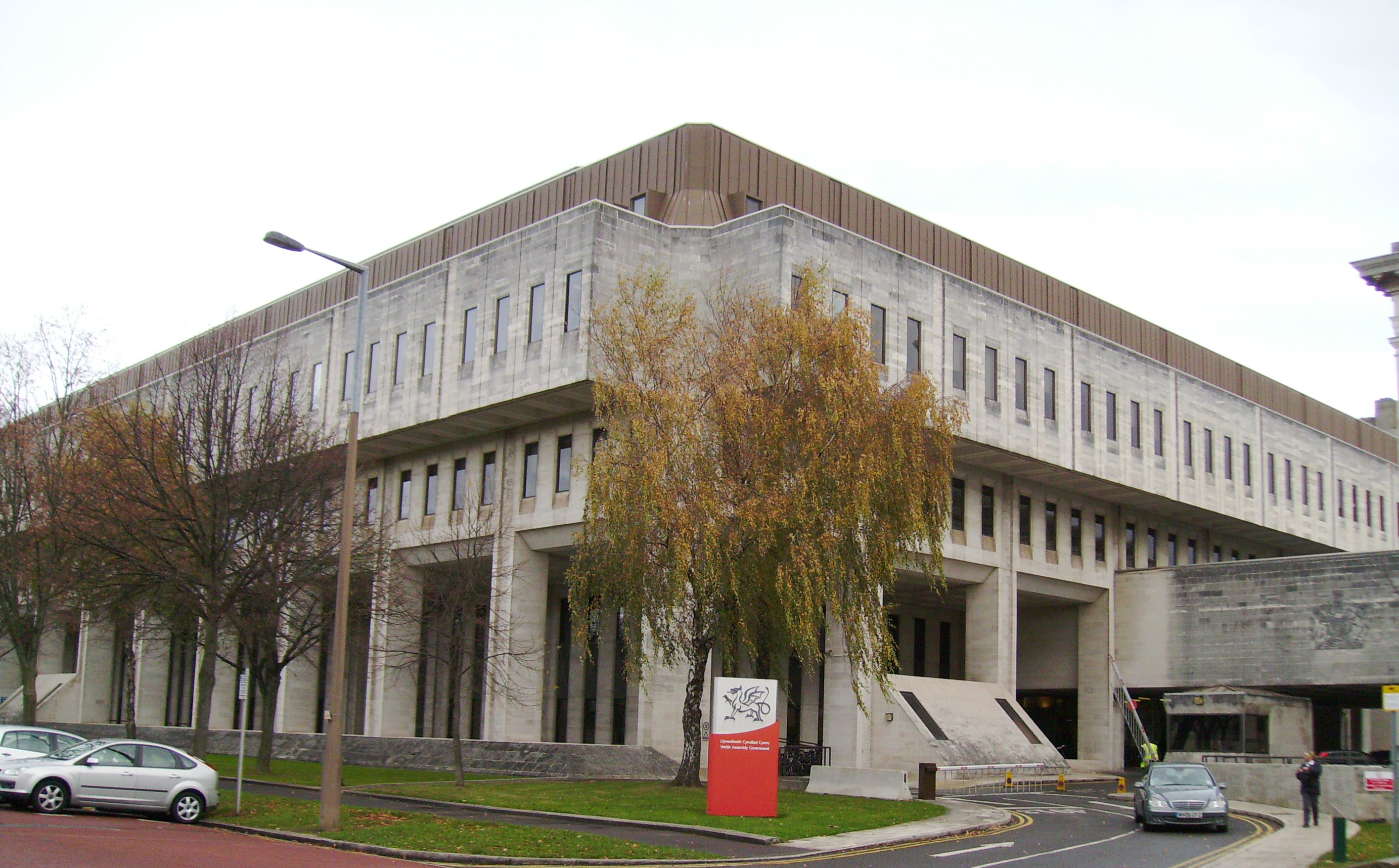
Cathays Park 2.

### Sources
- (en) Cet article est partiellement ou en totalité issu de l’article de Wikipédia en anglais intitulé « Crown Buildings, Cathays Park » (voir la liste des auteurs).